# Masters of Chant Chapter VII
Masters of Chant Chapter VII is het tiende album van Gregorian en werd op 25 september 2009 uitgebracht.

## Tracks
1. "Meadows of Heaven" (Nightwish)
2. "One" (Johnny Cash)
3. "It Will Be Forgiven"
4. "Sweet Child O' Mine" (Guns N' Roses)
5. "A Face in the Crowd" (Tom Petty)
6. "The Carpet Crawlers" (Genesis)
7. "Arrival" (ABBA)
8. "Enjoy the Silence" (Depeche Mode)
9. "A Whiter Shade of Pale" (Procol Harum)
10. "Running Up That Hill" (Kate Bush)
11. "Molly Ban" (Irish Trad)
12. "Kashmir" (Led Zeppelin)
13. "Chasing Cars" (Snow Patrol)
14. "Don't Leave Me Now" (Supertramp)